# Galateia
Galateia (latinsky Galatea) je v řecké mytologii dcerou mořského boha Nérea, je jednou z Néreoven.

## Ákis a Galatea
Zamilovala se do pohledného mladíka jménem Ákis, jehož lásku opětovala. Jenže Galatea se líbila také obrovskému nevzhlednému jednookému obru Polyfémovi. Zamiloval se do ní beznadějně a tajně ji sledoval.
Když jednou seděli krásní milenci na břehu moře a láskyplně rozprávěli, Polyfémova žárlivost vybuchla a on po dvojici zuřivě vrhl obrovský kámen. Galatea vyvázla bez zranění, Ákida však balvan rozmačkal. Vytékající krev se proměnila v průzračnou říčku, která do dnešních dob nese na Sicílii jméno Fiume d'Iaci.

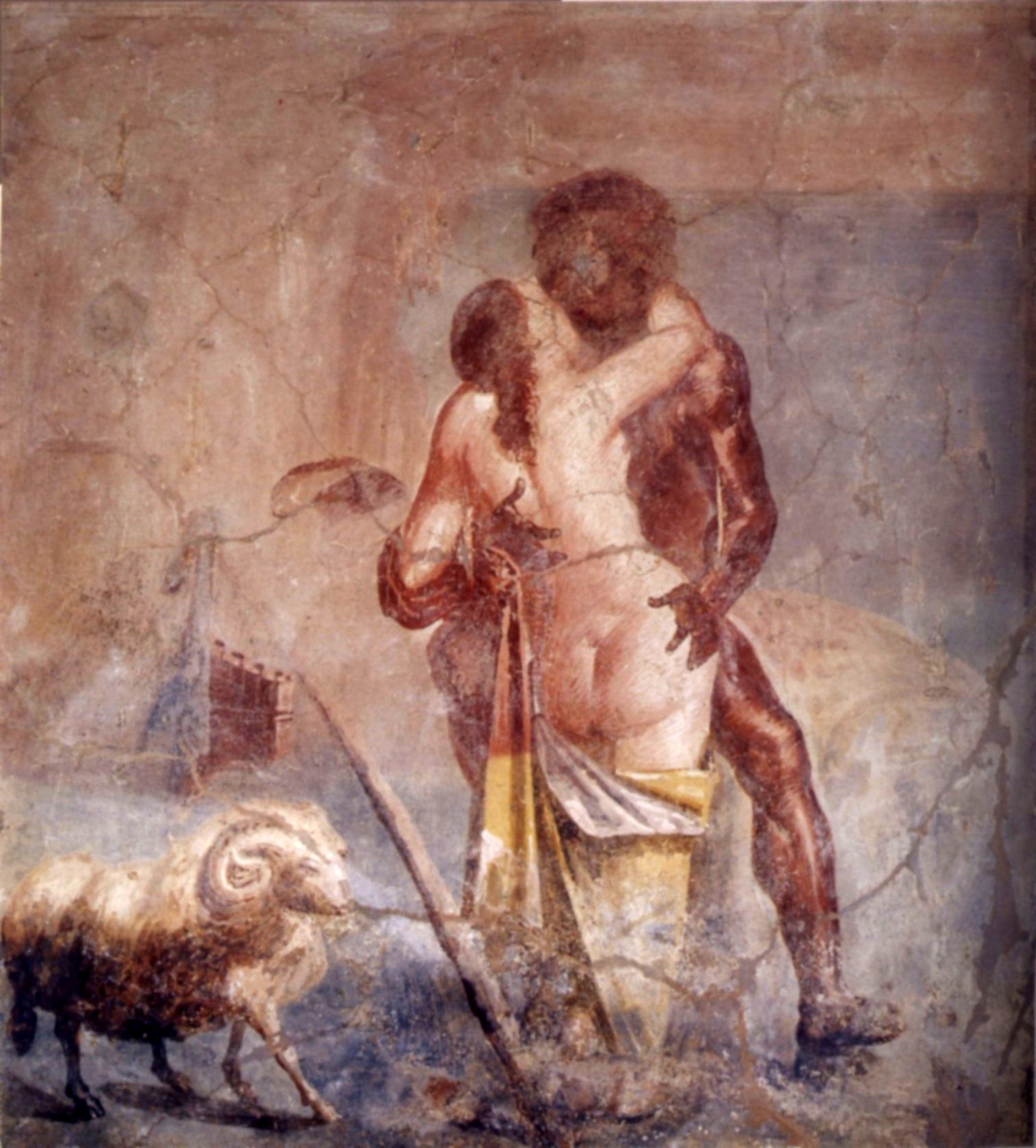
Galateia a Polyfémos na fresce z Pompejí

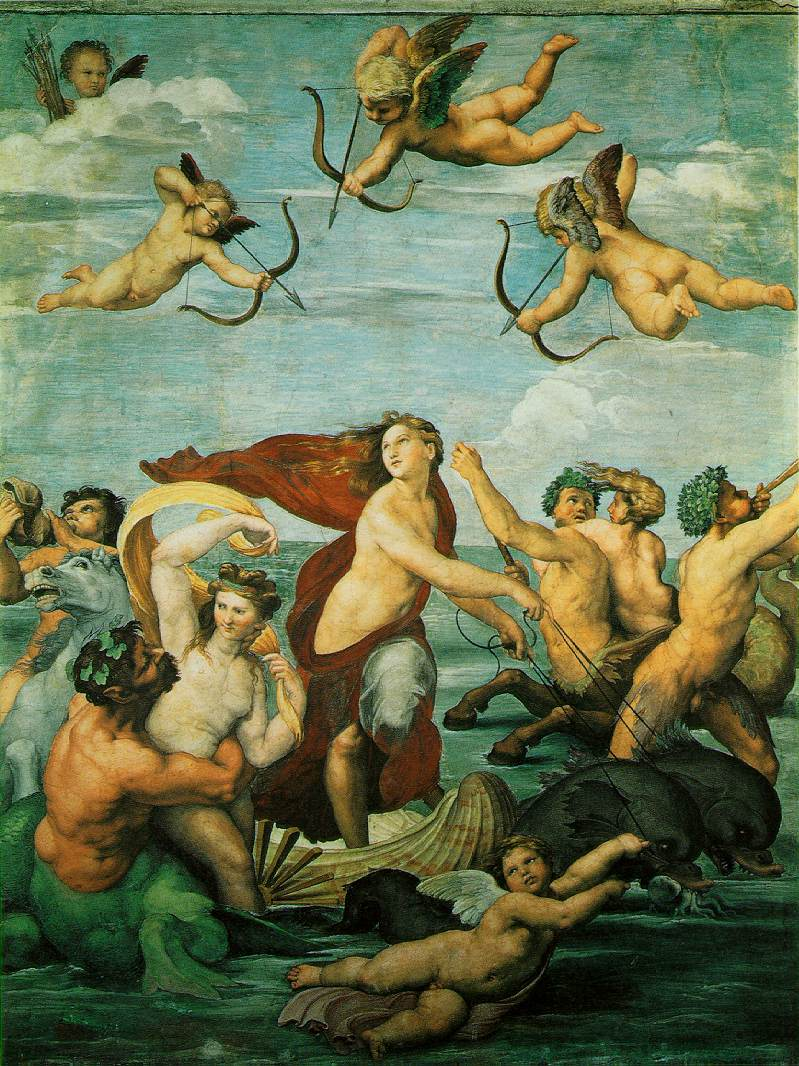
Triumf Galetey na fresce Raffaela Santiho z roku 1512

## Odraz v umění
Příběh lásky Ákida a Galatey byl oblíbeným námětem výtvarníků a hudebních skladatelů, zejména v období rokoka a baroka.
- slavná je freska Triumf Galatey, autor Raffael Santi, r. 1512, ve Villa Farnesina, Řím
- také obraz Acis a Galateia od Clauda Lorraina z r. 1657 je uložen v Drážďanské galerii
- a obraz Galatea od Francesca Albaniho (kolem r. 1650)
- opera Jean-Baptiste Lullyho Acis a Galatea
- opera Georga Fridricha Händela Acis a Galatea, provedená ve skvělém nastudování v Královské opeře (Royal Opera House) v Covent Garden v Londýně v březnu a dubnu roku 2009. Operu nastudoval i soubor Collegium marianum r. 2017 na zámku ve Valticích s Patricií Janečkovou v roli Galatey.